# هوراسيو موراليس
هوراسيو موراليس هو وزير واقتصادي فلبيني، ولد في 11 سبتمبر 1943 في Moncada, Tarlac ‏ في الفلبين، وتوفي في 29 فبراير 2012 في كيزون في الفلبين.